# 두쿠 백작
두쿠 백작(Count Dooku)은 《스타 워즈》에 나오는 가공의 인물이다. 시스 명칭은 다스 티라누스(Darth Tyranus)이다. 크리스토퍼 리가 배역을 맡았다.

## 상세
귀족 출신이었으며 요다의 제자이며, 콰이곤 진의 스승인 제다이였다. 그는 뛰어난 검술과 포스 응용술에, 그리고 정치적 안목도 뛰어나서 요다의 총애를 받았으나, 다스 베이더와 마찬가지로 쉬브 팰퍼틴위 유혹에 넘어가 타락하여 시스가 되었다. 그의 검술도 우아하고 섬세하면서도 강하고 기교가 있는 라이트세이버 검식 2식 "마카시"를 사용한다. 제다이 시절 검술교관으로 활동했으며 그 실력도 무척 뛰어나 오직 요다와 윈두만이 그와 대등하게 겨룰 수 있었다고 전해진다.
그는 비밀리에 그리버스 장군에게 제다이 검술을 전수하였으며, 《스타 워즈 에피소드 2: 클론의 습격》에서는 아나킨, 오비완과의 결투에서 아나킨의 오른팔을 자르고 오비완을 쓰러뜨리나 옛 스승인
제다이 마스터 요다와의 대결에서는 우위를 쉽게 점하지 못하고, 결국 도망친다.
《스타 워즈 에피소드 3: 시스의 복수》에서 오비완,아나킨과의 대결 도중 오비완이 쓰러지고 분노한 아나킨의 맹공으로 라이트세이버에 두 손이 모두 잘리고 팰퍼틴의 명령에 아나킨이 그를 참수시키며 죽는다.
두쿠가 강력하다는 증거가 있다.그것은 바로 라이트닝 포스를 쓸 수 있다는 것이다. 그 기술은 요다,시디어스, 스노크 등 몇안되는 실력자들만 사용할 수 있는 기술이다. 그리고 아나킨은 기계로 변했기 때문에 그 기술을 사용하지못한다.
메이스 윈두는 아직까지는 거기에 못 들어가지만 루크는 정확하게는 알 수가 없다. 아나킨의 포스를 물려받았으니 가능할 것으로 보인다.

## 그 외
두쿠는 팰퍼틴 보다 나이가 18살 더 많은 노인이었고 사망 당시 83세였다. 아나킨에게 패배한 것은 그때는 연세가 있고 아나킨이 더 강해진만큼 자신은 나이때문에 더 약해졌지만 그 나이에 아나킨, 오비완 협동으로도 대등하게 싸웠으므로 2대1로 밀리지 않는 모습을 클론전쟁, 에피소드 2, 에피소드 3에서 보여주으므로 두쿠가 젏었을 때는 아주 강력했을 것이다. 그리고 소설에서는 메이스 윈두는 두쿠를 못이긴다고 한다. 정확히는 두쿠 백작은 제다이 기사단에서 실력을 인정한 제다이 중 한명이다. 아나킨 또는 오비완이 아직 없었을 때 제다이에서 가장 실력이 뛰어난 제다이이고 요다의 총애를 받았다고 한다. 다스 시디어스가 60대에 요다와 대등하게 싸웠으므로 두쿠도 83세 때 요다와도 밀리지 않는 모습을 보여줬으므로 두쿠가 60대 시디어스와 대등할 수도 있고 조금 낮을 수도 있다. 시디어스는 스타워즈 애피소드 6에서 전성기 시절보다는 나약한 모습은 보여줬지만 포스로 싸워 루크를 제합했다. 그 당시 시디어스 나이는 88세였으므로 두쿠는 80대에도 강력한 모습을 보여줬으므로 전성기때는 시디어스와 동급일 수도 있다. 아니면 시디어스 다음으로 가는 능력자일 수도 있다.